# WxDev-C++
wxDev-C++ è un IDE che si basa sul popolare Dev-C++ con alcune funzionalità aggiuntive. wxDev-C supporta sia compilatori Microsoft che compilatori GNU (MinGW). L'ultima versione è la 7.4.2, pubblicata nel giugno del 2012.